# Coleophora leucala
Coleophora leucala é uma espécie de mariposa do gênero Coleophora pertencente à família Coleophoridae.